# Famille Collin
Pour les articles homonymes, voir Collin.
La famille Collin est une famille bourgeoise française originaire de Lorraine. Des prétentions nobiliaires infondées ont amené certains de ses membres à se faire appeler du Collin de Barizien et à arborer les titres de chevalier puis de comte de Civry.
Comptant plusieurs magistrats dès le XVIIIe siècle, cette famille s'est surtout fait connaître au XIXe siècle par son implication dans plusieurs affaires judiciaires et par la notoriété de certains de ses membres dans divers domaines tels que le journalisme, la littérature et le sport.

## Histoire

### Des Colin aux Collin
Au milieu du XVIIe siècle, un certain Jean Colin (avec un seul « l ») habitait à Vrécourt, dans le Bassigny barrois. Il est l'aïeul de Claude-Gaspard Colin (1705-1787), procureur fiscal dans le comté de Morvilliers (Liffol-le-Grand). C'est à partir de l'acte de décès de ce dernier que le patronyme familial prend son second « l ».
Claude-Gaspard est le père de :
- Pierre Collin (1739-1818), curé de Grand[4] ;
- Claude-Nicolas Collin (1743-1818), avocat, notaire, prévôt puis juge de paix à Grand ;
- Charles-François Collin, avocat, lieutenant général du bailliage de Vézelise[3].

### Les Collin de Barizien
À partir des années 1780, Claude-Nicolas et Charles-François se font appeler « Collin de Barizien » (ou Collin de Barisien) et revendiquent le titre de chevalier. Quelques années plus tôt, entre 1772 et 1778, Claude-Nicolas avait acquis auprès de la fille du marquis de Germay la terre seigneuriale de « Sivry-Belpré » (Civry-Belpré), située à Grand. S'il était donc bien le seigneur de Civry, son titre de noblesse était en revanche usurpé.
Ces prétentions nobiliaires s’appuyaient notamment sur une généalogie communiquée à La Chesnaye des Bois, qui l'a publiée en 1757 dans son Dictionnaire généalogique. La lignée des Collin y est présentée comme issue d'un certain Perrinet Collin, anobli en 1414 par Jean de Bourbon. L'un de ses descendants serait Regnaut (ou Renaud) Collin, « écuyer, prévôt d'Ancerville, dit le Barizien », époux de « Louise le Barizien, seule et unique héritière des biens et armes de la maison de ce nom en Champagne ». La Chesnaye des Bois ayant indiqué que l'un des fils de ce couple était prénommé Jean, les Collin lorrains identifieront ce dernier à leur arrière-grand-père vrécurcien.
L'abbé Fontaine, curé de Vrécourt à la fin du XIXe siècle et auteur d'une monographie de la commune, a démontré que l'un des héritiers de Claude-Gaspard n'avait pas hésité à falsifier des actes notariés et même des actes de registres paroissiaux afin d'accréditer son appartenance à la noblesse.
La Révolution française ayant momentanément mis un terme à l’ostension de titres nobiliaires, Claude-Nicolas Collin reprend son vrai patronyme. Charles-François se fera quant à lui appeler Collin-Barisien, sans particule.
Son fils Charles Collin-Barisien (1789-18..) fait à son tour carrière dans la magistrature. Procureur du roi à Verdun sous Charles X, il reprend avant 1829 le nom de « Collin de Barisien ».

### Le premier comte de Civry
Fils de Claude-Nicolas, Pierre Collin (d) (1776-1844) est propriétaire à Serécourt. En 1810, il épouse en secondes noces sa cousine Marie-Thérèse-Rosalie Collin-Barisien, fille de Charles-François. Séparé par la suite de son épouse, il devient veuf pour la seconde fois en 1813. Établi comme « homme de loi » puis comme « homme de lettres », et enfin comme libraire et bouquiniste à Nancy, il y épouse en 1819 Marie-Marguerite-Sophie Bertaud.
Pierre Collin meurt à Nancy en 1844. Son acte de décès, où il est nommé « Pierre du Collin de Barizien, comte de Civry », a été rédigé sur la déclaration de son fils Eugène, alors étudiant, qui signe « Eugène Collin de Barizien, vicomte de Civry ».
Sous le pseudonyme de « baron de Bros », Eugène de Civry (d) consacre à son père une Notice, publiée l'année suivante, qui regorge d'indications fantaisistes sur les origines, les alliances et les titres de sa famille. Une partie de ces fausses informations figurent également, au cimetière de Grand, sur l'épitaphe de « Pierre du Collin, chevalier de Barizien, comte de Civry, baron de Fenouillet, Villedieu, etc. ».
Cette épitaphe, ainsi qu'un article de L'Abeille des Vosges relatant les obsèques du prétendu comte, amusent l'historien François-Jean-Baptiste Noël (d), qui a bien connu le bouquiniste nancéien : « Ce pauvre cher Collin ne se doutait pas, de son vivant, des honneurs qui lui étaient réservés à sa mort ». Noël sous-entend ainsi que le titre comtal serait une invention des héritiers de Pierre Collin. Il y avait cependant, dans l'église de Grand, un tableau du Bon Samaritain doté d'un cartel indiquant qu'il aurait été « donné le 10 septembre 1820 [...] par le comte et la comtesse de Civry ».

### Eugène et Victor de Civry
Les fils de Pierre ont signé plusieurs ouvrages historiques sous le nom « de Civry ». Victor de Civry (d) est ainsi l'auteur d'ouvrages sur les ruines de l'abbaye Sainte-Marie-aux-Bois (Nancy, 1845) et du château de Mousson (Pont-à-Mousson, 1848).
Son frère aîné, Pierre-Antoine-Eugène (1820-1907), dit Eugène de Civry (d), épouse en 1847 à Londres Elisabeth-Wilhelmine, comtesse de Colmar (1826-1880), que les Collin avaient recueillie à Nancy quelques années plus tôt. Elisabeth est la fille naturelle que le duc de Brunswick Charles II avait eu avec une maîtresse, Charlotte Munden, dite « Lady Colville ». Détrôné en 1830, le duc mourra 43 ans plus tard en exil à Genève, ville à laquelle il lèguera sa fortune. Pendant huit décennies, entre 1850 et 1935, Elisabeth, puis les enfants de celle-ci, auront recours aux plus grands ténors du barreau, tels que Marie, Waldeck-Rousseau, Paul-Boncour et Bérard, afin de tenter, en vain, de se faire reconnaître en tant qu'héritiers légitimes du duc.
En 1856, Victor de Civry a fondé L'Œuvre des bonnes lectures pour publier Le Courrier de la jeunesse, rebaptisé deux ans plus tard L'Arc-en-ciel. L'irrégularité de cette publication et les malversations commises par Eugène lors de la campagne d'abonnement conduisent les deux frères devant le tribunal correctionnel en 1860. Défendus par Me Lachaud, ils sont tout d'abord reconnus coupables d'abus de blanc-seing et condamnés à plusieurs mois de prison, avant d'être finalement acquittés en appel. Lors des débats, l'avocat impérial Senart a affirmé que « la famille des frères Collin est éminemment honorable, mais [qu']ils n'ont pas le droit de prendre les titres de comte et de vicomte de Civry ».

### Les fils d'Eugène de Civry
Eugène et Elisabeth de Civry ont eu huit enfants, dont :
- Ulric de Civry (d) (1853-1935), sous-officier de cavalerie puis homme de lettres ;
- Joseph de Civry (d) (1860-1922), sportsman ;
- Frédéric de Civry (1861-1893), cycliste.

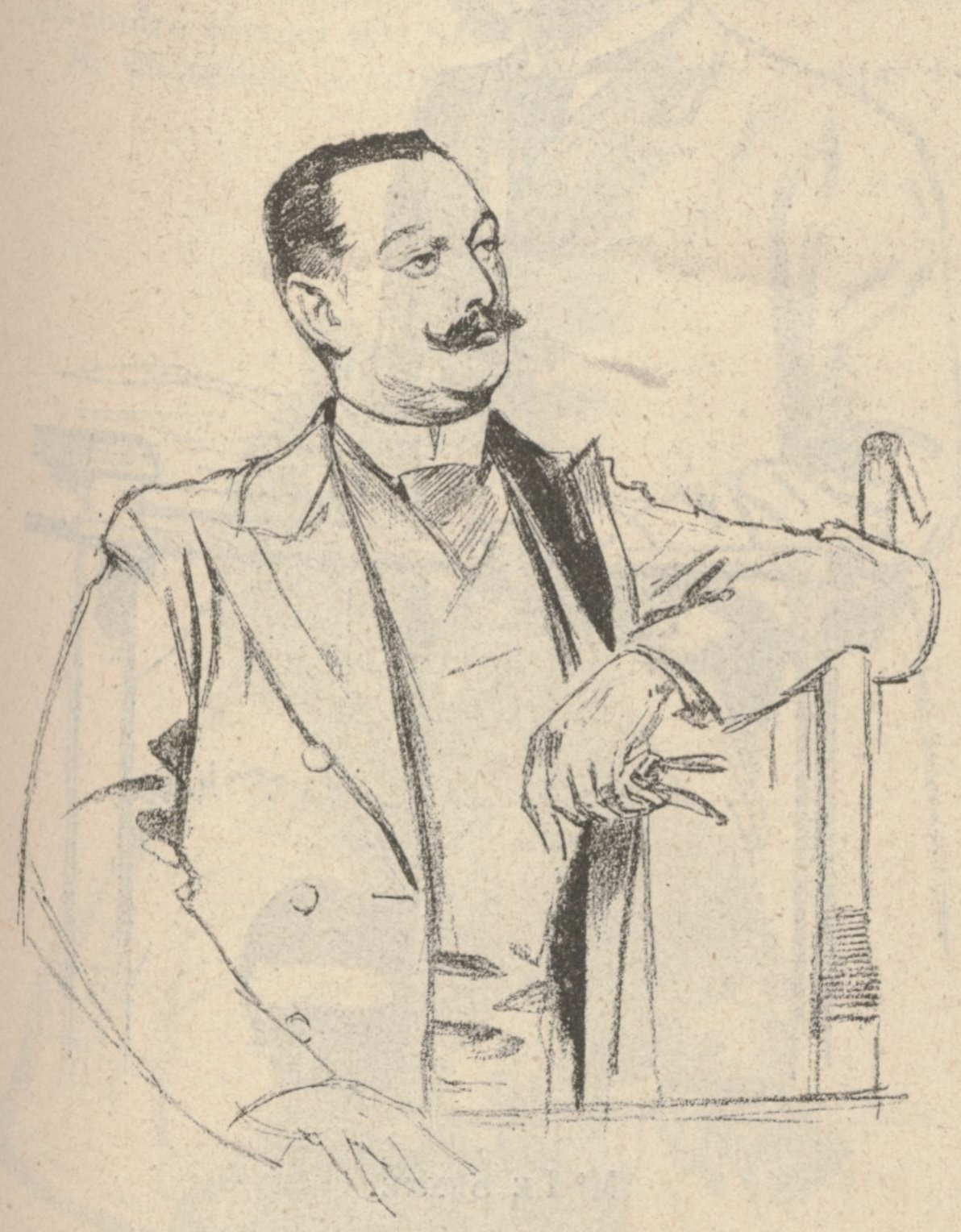
Ulric de Civry (d)
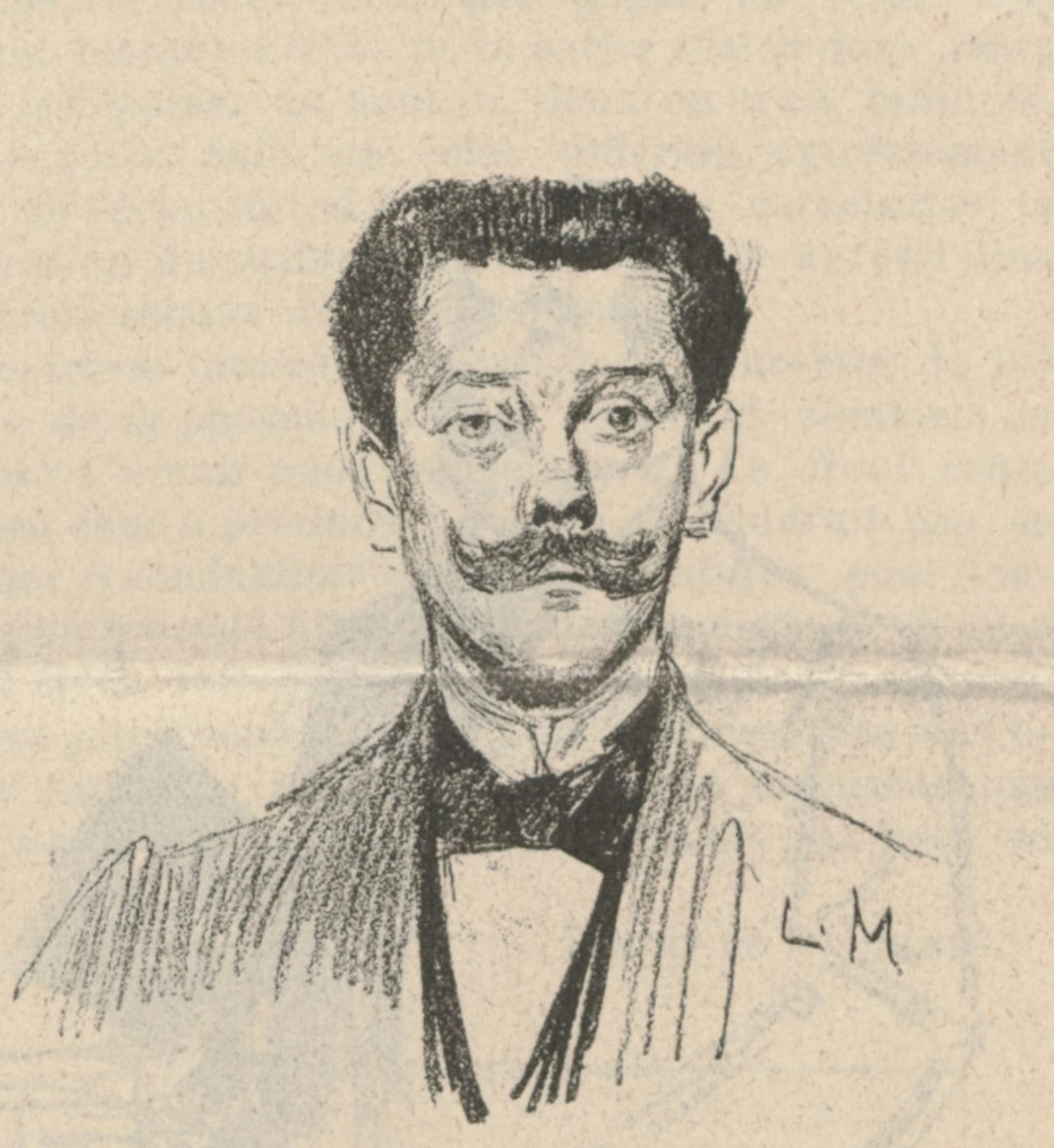
Joseph de Civry (d)
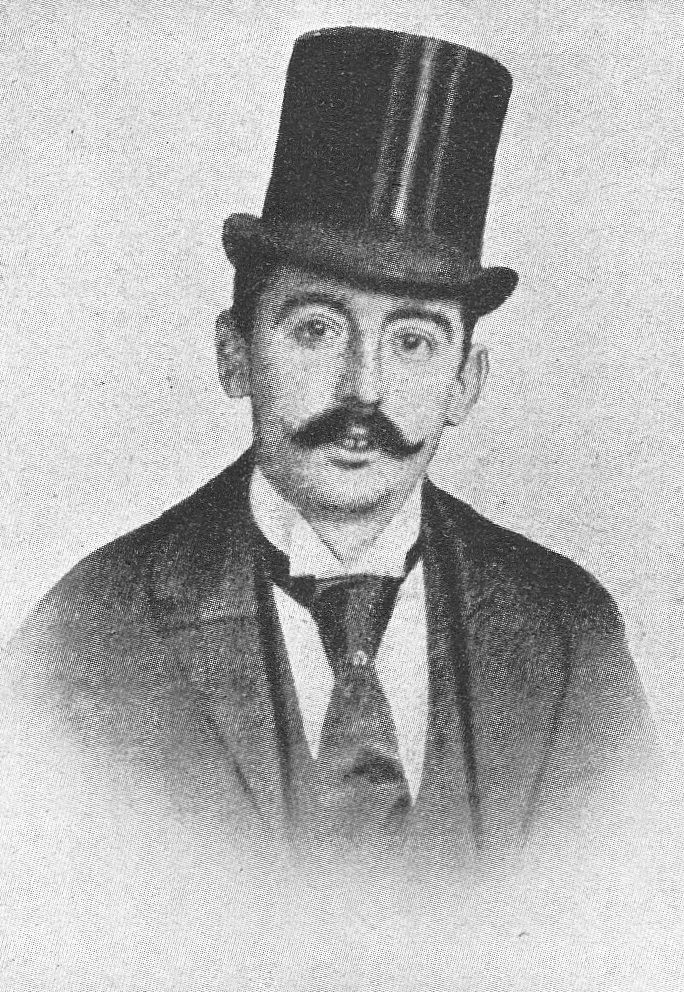
Frédéric de Civry.

## Pour approfondir